# 汤延凤
汤延凤（？—？），安徽太平人，是一名清朝政治人物。
汤延凤曾于1743年接替郑炳任南汇县知县一职，同年由胡具体接任。